# Lijst van gebeurtenissen tijdens de Tweede Wereldoorlog: 1940

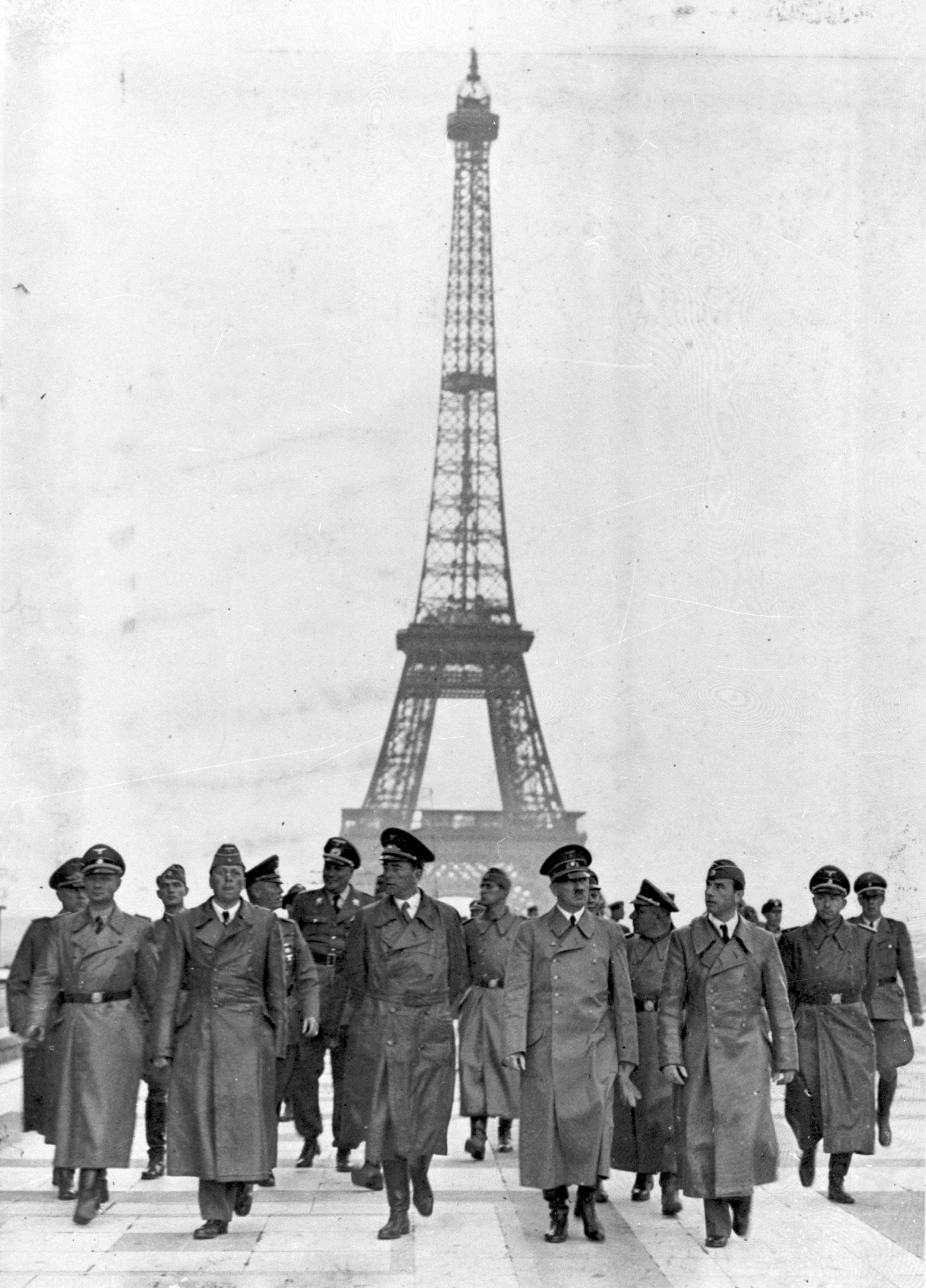
Adolf Hitler in Parijs

Dit is een lijst van gebeurtenissen tijdens de Tweede Wereldoorlog tijdens het jaar 1940.
Opmerking: Bij het opzoeken van gebeurtenissen naar datum gebeurt het soms dat verschillende officiële bronnen elkaar qua datum tegenspreken. Vrijwel altijd zijn deze verschillen zeer klein, meestal één dag verschil. De oorzaak hiervan is te vinden in het feit dat bepaalde militaire acties tijdens de nacht starten en nog doorlopen in de vroege uren van de volgende dag. Ook gebeurt het dat een auteur de situatie beschrijft wanneer de actie volledig afgelopen is, met andere woorden de dag na de overgave, de dag na de vredesonderhandeling, enzovoort. Ook zij opgemerkt dat het einde van een militair offensief of campagne niet steeds eenduidig te bepalen is. De bepaling van de datum is afhankelijk van de referentie die door de auteur werd gebruikt. Er is getracht in deze lijst zo veel mogelijk de exacte referentie van de datum aan te duiden via een omschrijving van wat er gebeurd is of bedoeld werd.

## Januari
1 januari
- De 44e gemotoriseerde Sovjetdivisie, die op 25 november 1939 probeerde door te dringen naar de grotendeels verslagen 163e Sovjetdivisie bij Suomussalmi, wordt door de Finnen omsingeld, systematisch uiteengeslagen en vernietigd. De Sovjets lijden zware verliezen; er vallen 17 500 doden en 1 300 soldaten worden gevangengenomen. Aan Finse zijde vallen 900 doden en 1 770 gewonden.
- In Groot-Brittannië wordt een rantsoenering ingevoerd voor bacon, ham, boter en suiker.

2 januari
- Sovjets lanceren een offensief in Karelië.

6 januari
- De Finse piloot Jorma Sarvanto schiet in zeer korte tijd zes Russische bommenwerpers neer.

7 januari
- Maarschalk Timosjenko neemt het bevel over van de Sovjet strijdkrachten in Finland.

8 januari
- Ongeveer de helft van de kinderen die uit Londen zijn geëvacueerd zijn teruggekeerd.
- Het Rode Leger wordt in Karelië tot staan gebracht.

10 januari
- Een vliegtuig van de Duitse Luftwaffe met aan boord majoor Hönmanns en majoor Reinberger geraakt uit koers bij een vlucht van Münster naar Keulen. Het maakt een noodlanding in Vucht, een deelgemeente van Maasmechelen (België) en een deel van de plannen van Fall Gelb vallen in Belgische handen.

13 januari
- België en Nederland brengen hun legers in staat van paraatheid.

15 januari
- België weigert de doorgang van Franse en Britse troepen door het Belgische grondgebied.

17 januari
- De cryptografen van Bletchley Park zijn er voor de eerste maal in geslaagd om een Duits Enigma bericht te decoderen en te lezen. Het gedecodeerd bericht is meer dan twintig maanden oud maar dit feit is een mijlpaal in de geschiedenis van de ontcijfering van Duitse geheime berichten. Het zal nog tot april 1940 duren vooraleer de berichten binnen de 24 uur worden gedecodeerd. Het succes werd mogelijk dankzij fouten in de Enigmaprocedure bij de Duitse landmacht (Wehrmacht) en de Duitse luchtmacht (Luftwaffe). De berichten van de Duitse marine (Kriegsmarine) kunnen echter nog niet worden ontcijferd.

20 januari
- Winston Churchill spoort de neutrale landen aan om de zijde van de geallieerden te kiezen.

22 januari
- Het Vaticaan veroordeelt het Duitse geweld in Polen.

23 januari
- De Britse en Franse marine verklaren dat zij elk Duits schip dat ze tegenkomen zullen aanvallen.

25 januari
- Duitse vliegtuigen bombarderen de Shetlandeilanden van het Verenigd Koninkrijk.
- Hans Frank geeft opdracht de Poolse economie te hervormen ten gunste van de Duitse oorlogsinspanning.

## Februari
1 februari
- Winteroorlog: Onder leiding van maarschalk Semjon Timosjenko starten de Sovjets een tweede aanval op de Finse Mannerheimlinie. De Sovjets hebben een nieuwe aanvalsmethode ontwikkeld waarbij hun 7e en 13e Leger ondersteund werd door 400 zware artilleriestukken en 500 vliegtuigen uit de Sovjet luchtmacht. De aanvallen zijn bedoeld om het Finse verzet te breken voorafgaand aan de werkelijke doorbraak op 11 februari.

4 februari
- De entente van Balkanlanden verklaart zich neutraal

6 februari
- Generaal Winkelman wordt opperbevelhebber van de landmacht en marine in Nederland.

11 februari
- Maarschalk Semjon Timosjenko en zijn Sovjettroepen boeken de eerste doorbraak door de Mannerheimlinie, aan de weg naar Lähde.

12 februari
- Het Britse antiduikbootschip Gleaner dwingt de U-33 tot bovenkomen. De U-boot zinkt niet en laat de Britten toe om drie rotoren van de Enigma codeermachine te onderscheppen.
- Onder een Duits-Sovjet handelsverdrag zal de Sovjet-Unie ruwe grondstoffen, inclusief olie, exporteren naar Duitsland in ruil voor afgewerkte producten, inclusief wapens.
- De eerste ANZACtroepen, het Australische en Nieuw-Zeelands legerkorps, komen toe aan het Suezkanaal. Ze worden in Suez verwelkomd door de Britse minister van Buitenlandse Zaken, sir Anthony Eden.

14 februari
- Groot-Brittannië maakt bekend dat koopvaardijschepen in de Noordzee worden bewapend.
- De Britse regering staat vrijwilligers toe om in Finland te gaan vechten.
- De Russen verbreden hun doorbraakfront bij Lähde, wat de Finnen dwingt zich uit Summa terug te trekken.

15 februari
- Het bevoorradingsschip Altmark wordt opgemerkt in een Noorse fjord. Kapitein Vian van de HMS Cossack wordt opgedragen om de 299 gevangen zeelui, die de Altmark op 6 december 1939 had overgenomen van de Admiral Graf Spee, te bevrijden.
- Gustav Mannerheim geeft opdracht tot een algemene terugtrekking van de voorste naar de middelste linie van de Mannerheimlinie.

16 februari
- De HMS Cossack bevrijdt in de avond de 299 gevangen zeelui op de Altmark. De actie zal protest van de Noren uitlokken, maar de Britten zien het als een eerste succes tegen de Duitsers. Het wordt bekend als het Altmark-incident.

17 februari
- Groot-Brittannië treft voorbereidingen om 400.000 schoolkinderen te evacueren naar het platteland.
- Sumner Welles, een diplomaat van de Verenigde Staten van Amerika vertrekt op een onderzoeksmissie naar Europa.
- De Finnen worden gedwongen zich terug te trekken.

18 februari
- De 'Zwarte Dag van Taipale': De Finnen boeken zware verliezen bij een Russische aanval op Taipale, maar weten hun posities desondanks gedeeltelijk staande te houden.

19 februari
- Generaal Hugo Österman, hoofdcommandant van de Finse troepen op de Karelische Landengte, neemt ontslag.

23 februari
- De Finnen ontruimen het eiland Koivisto, vanaf waar ze tot nog toe de Russische troepen aan de kust hebben bestookt.

## Maart
1 maart
- Winteroorlog: de Finnen worden teruggeslagen naar Viipuri.
- De diplomaat Sumner Welles komt aan in Berlijn.

5 maart
- Stalin tekent een bevel om de Poolse krijgsgevangen officieren te executeren. Beria, hoofd van de NKVD zal het bevel laten uitvoeren. Zie Bloedbad van Katyn.

6 maart
- Een Finse delegatie vertrekt naar Moskou om de vredesbesprekingen te starten rond de Winteroorlog.

11 maart
- Neville Chamberlain verkondigt de details van geallieerde hulp aan Finland.
- De U-31 wordt nabij Wilhelmshaven tot zinken gebracht, het is de eerste keer dat een Brits vliegtuig een U-boot tot zinken brengt.

12 maart
- Finland capituleert en ondertekent de vrede met de Sovjet-Unie waardoor de Sovjet eisen van oktober 1939 worden ingewilligd. De Finnen moeten het schiereiland Hanko voor de komende 30 jaar uitlenen waardoor de Sovjets een basis kunnen bouwen die de controle geeft over de Finse Golf. Verder zal Viipuri en de Karelische Landengte worden bezet waardoor Leningrad over land kan worden beschermd. In het Noorden moeten de Finnen het gebergte ten westen van Kandalaksja prijsgeven zodat de spoorweg naar Moermansk kan worden beschermd. Moermansk zelf wordt volledig beschermd geacht, nadat de Sovjets de controle overnemen van het schiereiland Rybachy. De Russische voorwaarden zijn zwaar, maar de Finse troepen zijn dusdanig uitgeteld dat Finland geen andere keuze heeft dan ze te aanvaarden.
- De Britten besluiten tot Operatie Wilfred, een actie om het noorden van Noorwegen en Zweden, in het bijzonder de haven van Narvik en de ijzerertsmijnen in Galliväre, te bezetten.

13 maart
- Het einde van de Winteroorlog, het staakt-het-vuren tussen de Sovjets en Finnen gaat van kracht. De Finnen betreuren 25.000 doden en 43.000 gewonden. De verliezen bij de Sovjets worden geschat op 200.000 doden en 400.000 gewonden.

14 maart
- Nu de Winteroorlog beëindigd is, wordt Operatie Wilfred afgeblazen. De Britten zijn bang dat de actie ertoe zal leiden dat Noorwegen en Zweden de kant van Duitsland kiezen.

16 maart
- De Baltische staten verklaren de neutraliteit.
- Duitse bommenwerpers voeren een aanval uit op de Britse vloot in Scapa Flow. Een van het doel afgeweken bom veroorzaakt het eerste Britse burgerslachtoffer in de oorlog.

18 maart
- De eerste bombemachine, ontworpen door Alan Turing wordt in gebruik genomen op Bletchley Park. De elektromechanische machine, die de voorloper is van de hedendaagse computer, laat toe om de wielinstellingen van de Duitse Enigma codeermachine van de Duitse land- en luchtmacht op een geautomatiseerde wijze te ontcijferen. De bombemachine is de oplossing op het probleem van de steeds toenemende instellingen waarmee de Enigma kon worden ingesteld (De Duitsers hadden in december 1938 en januari 1939 hun Enigmaprocedures zodanig veranderd dat de ontcijfermethodes van de Poolse cryptografen hun efficiëntie verloren en ze besloten hun kennis door te geven aan de Franse en Britten).
- Adolf Hitler en Benito Mussolini ontmoeten elkaar aan de Brennerpas.

19 maart
- De Royal Air Force bombardeert een basis van watervliegtuigen te Sylt, Denemarken.

20 maart
- Nadat een vertrouwensstemming mislukt, treedt de Franse premier Édouard Daladier af. Paul Reynaud wordt de nieuwe premier.

22 maart
- Inwoners van Lobith en omgeving zijn getuige van een luchtgevecht boven de zuidelijke (Duitse) kant van de Rijn. Tijdens het luchtgevecht, waarbij Duitse jachtvliegtuigen ondersteuning kregen van het luchtafweergeschut van Kleef, kwam een Britse Spitfire (type B) fotoverkenner in een duikvlucht terecht, scheerde vervolgens over Lobith heen voordat het in het ondergelopen gebied van de Oude Rijn op Nederlands grondgebied neerstortte. Het gecrashte vliegtuig, dat door de Nederlandse pers voor een bommenwerper werd aangezien, was de eerste Spitfire die in Nederland neerstortte.

28 maart
- De diplomaat Sumner Welles vertrekt terug naar Washington.
- De Britse en Franse regeringen besluiten om niet afzonderlijk in vredesonderhandelingen te gaan.

30 maart
- Een Brits spionagevliegtuig verkent de omgeving van Bakoe om een bombardement op de Russische olievelden in de Kaukasus voor te bereiden.

## April
2 april
- De datum voor de Duitse aanval op Denemarken en Noorwegen wordt vastgesteld op 9 april.

4 april
- De cryptografen van Bletchley Park kunnen de Duitse enigmaberichten (van Wehrmacht en Luftwaffe) binnen 24 uur na uitzending ontcijferen.

5 april
- Begin van de moord door de Sovjets op duizenden krijgsgevangen Poolse officieren in het bloedbad van Katyn.

7 april
- Duitse schepen, bestemd voor de invasie van Noorwegen, verlaten hun havens.

8 april
- De Britse marine (Royal Navy) legt zeemijnen in de Noorse wateren.
- Duitsland valt het neutrale Noorwegen aan. Landingen bij Tromsø, Narvik, Bergen en Oslo.
- In Washington wordt bekendgemaakt dat de Verenigde Staten Nederlands-Indië zullen beschermen indien Nederland in de oorlog betrokken zou raken.

9 april
- Het neutrale Denemarken en Noorwegen worden aangevallen door Duitsland. De Denen zijn totaal verrast en weerloos, en geven zich later op de dag reeds over.
- Het Verenigd Koninkrijk en Frankrijk vragen België geallieerde troepen toe te laten op haar grondgebied, maar België verkiest het behoud van de strikte neutraliteit.
- De Duitsers verzoeken Vidkun Quisling een Noorse collaboratieregering te vormen. Die avond roept Quisling zichzelf uit tot minister-president van een nieuwe Noorse regering.

10 april
- Eerste Slag bij Narvik: Zeeslag tussen de Britten en Duitsers in de haven van Narvik. Beide partijen verliezen een aantal schepen.
- In de haven van Bergen wordt de Duitse kruiser Königsberg door Britse vliegtuigen tot zinken gebracht.
- De Duitse ambassadeur in Noorwegen, Curt Bräuer, verzoekt koning Haakon VII om Quisling tot minister-president aan te stellen, doch Haakon weigert.
- Eerste bijeenkomst van het MAUD-comité, een Brits project om de mogelijkheid van een atoombom te onderzoeken.

12 april
- In reactie op de Duitse inval in Denemarken bezet Engeland de Faeröer.

13 april
- Tweede Slag bij Narvik: De Britten brengen acht Duitse torpedobootjagers tot zinken.

14 april
- Britse troepen landen op het eiland Hinnøya, nabij Narvik, en in Namsos, nabij Trondheim. Een landing bij Ålesund mislukt vanwege het ongunstige weer.

15 april
- U-boot U-49 stalkt een Brits troepenkonvooi dat richting Vågsfjord, Noorwegen vaart. Twee Britse torpedobootjagers (waaronder HMS Brazen) onderscheppen U-49 en dwingen de duikboot naar de oppervlakte met dieptebommen. De Britten falen echter om enige Enigmadocumenten in beslag te nemen.
- De Duitsers zetten de regering-Quisling af, en vervangen het door een administratieve raad bestaande uit leden van het Noors hooggerechtshof, geleid door Ingolf Christensen.

17 april
- De Britten landen bij Åndalsnes.

19 april
- Franse landing in Noorwegen.
- Geallieerde nederlaag bij het Noorse Lillehammer.
- Duitsland stelt het "Rijkscommissariaat Noorwegen" in.
- Britse troepen die vanuit Namsos richting Trondheim waren opgetrokken tot Steinkjer, worden gedwongen zich naar Namsos terug te trekken.

21 april:
- De Duitsers nemen Lillehammer in.

22 april:
- De Duitsers veroveren Steinkjer.

26 april
- Winston Churchill gaat in een vergadering met het Militair Coördinatie Committee akkoord om de Britse troepen uit het gebied rond Trondheim, in het zuiden van Noorwegen, terug te trekken.
- Om 10u30 detecteert het Brits schip HMS Griffin de Duitse vissersboot Polares nabij het Noors stadje Andalsnes. Polares wordt in feite door de Duitsers Schiff 26 genoemd en is op weg naar Narvik om wapens, mijnen en munitie te leveren. Het schip wordt door de mariniers van de Royal Navy geënterd, die de logboeken en andere belangrijke Enigma instellingen in beslag nemen.

27 april
- De Britten geven opdracht tot het evacueren van hun troepen in Noorwegen, zeer tegen de zin van de Fransen.

29 april
- Rudolf Höss komt aan in concentratiekamp Auschwitz, waar hij is aangesteld als kampcommandant.

## Mei
1 mei

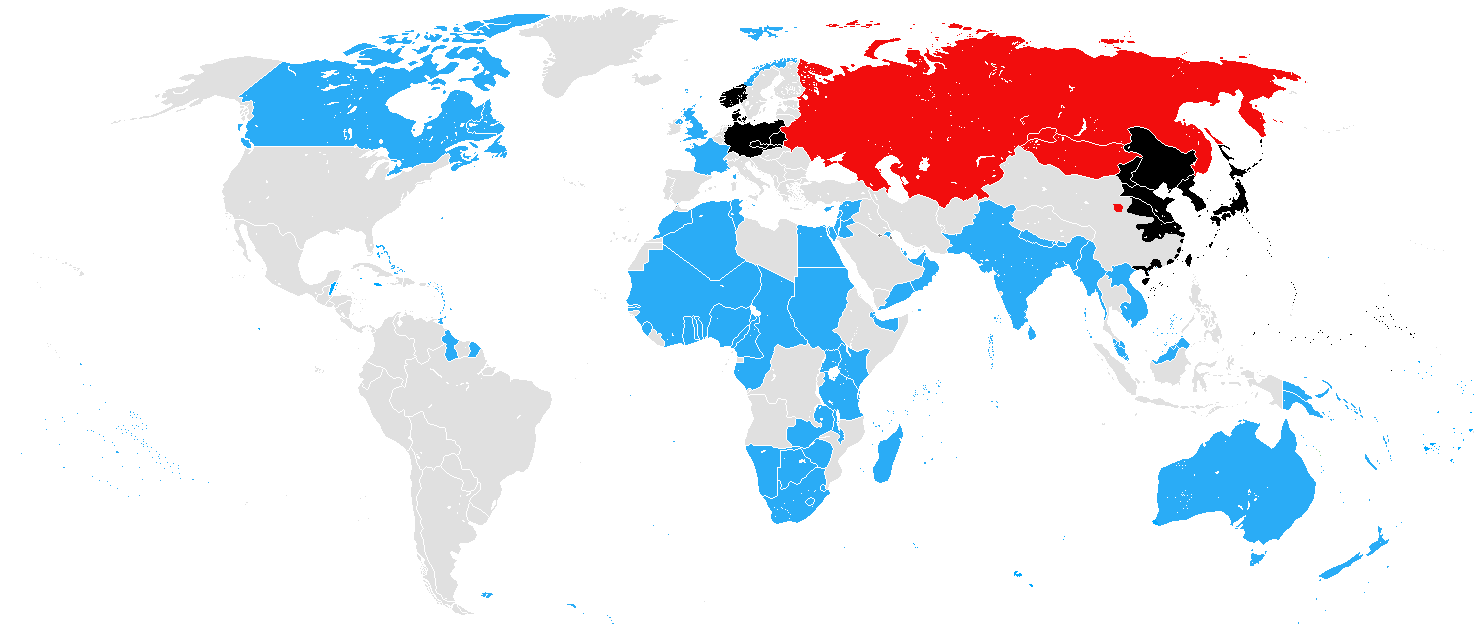
De geallieerden en de asmogendheden mei 1940

- De Enigma instellingsprocedure van de Luftwaffe en het Heer wordt gewijzigd in alle oorlogstheaters met uitzondering van Noorwegen. Door deze wijziging zijn de ontcijferingsprocedures van de cryptografen uit Bletchley Park, en de Poolse cryptografen die dan in Frankrijk verblijven, niet meer bruikbaar.
- Koning Haakon VII en zijn regering verplaatsen zich van Molde naar Tromso, nu Centraal-Noorwegen verloren lijkt te gaan aan de Duitsers.
- Alle Joden in Łódź worden in een afgesloten getto geplaatst.
- Begin van het Japanse lenteoffensief in China, de Slag bij Zaoyang-Yichang, met een aanval richting de stad Yichang.

2 mei
- De geallieerden evacueren hun militair contingent bij Namsos, Noorwegen.
- De Duitsers nemen Andalsnes in, dat kort tevoren door de geallieerden ontruimd is.

4 mei
- De Poolse torpedobootjager Grom wordt door de Duitsers tot zinken gebracht in de haven van Narvik.

5 mei
- Het Duitse leger heeft opdracht vanaf deze datum op elk moment klaar te zijn om binnen 24 uur Fall Gelb, de aanval tegen Frankrijk, België, Nederland en Luxemburg, ten uitvoer te brengen.
- In Londen wordt een Noorse regering in ballingschap gevormd.

8 mei
- Neville Chamberlain wint een motie van wantrouwen in het Lagerhuis, maar slechts met 281 tegen 200 stemmen, ook een groot deel van zijn eigen partij is tegen hem. Veel parlementariërs hebben problemen met de manier waarop de oorlog gevoerd wordt.
- Semjon Timosjenko vervangt Kliment Vorosjilov als commissaris voor defensie van de Sovjet-Unie.

9 mei
- Kolonel Goethals, Belgisch militair attaché te Berlijn, stuurt om 23u30 een gecodeerd bericht naar Brussel dat de Duitse invasie in de vroege ochtend van 10 mei 1940, om 4u35 zal van start gaan. Het bericht wordt op ongeloof onthaald.

10 mei
- Duitsland start om 4u35 de invasie in het Westen met Fall Gelb op vrijdag 10 mei 1940. België, Nederland, Luxemburg en Frankrijk zijn het doel en steden Maastricht en Malmedy vallen snel. Rotterdam wordt belegerd door Duitse luchtlandingstroepen. De helft van de Nederlandse vliegtuigen worden uitgeschakeld nog voor ze hebben kunnen opstijgen.
- De Belgische regering vraagt hun Franse en Britse bondgenoten om hulp.
- De Franse en Britse troepen, gelegen in Noord-Frankrijk, starten hun manoeuvre naar de KW-stelling om 6u35. Rond 7u00 trekken ze de Frans-Belgische grens over.
- De geallieerde verbindingsofficieren bevinden zich rond de middag op het Groot Hoofdkwartier in het Fort van Breendonk.
- De Achttiendaagse Veldtocht door België gaat van start.
- De Invasie van IJsland door het Verenigd Koninkrijk om hun positie in de noordelijke Atlantische Oceaan veilig te stellen na de val van Denemarken en Noorwegen.
- Neville Chamberlain treedt af. Winston Churchill, en niet zoals door velen verwacht Lord Halifax, vormt een nieuwe regering waarin niet alleen de Conservatieven, maar ook de Liberalen en Labour zitting hebben.
- Duitse luchtlandingstroepen nemen Moerdijk in. Hierdoor wordt Nederland in tweeën gedeeld. De Franse troepen bij Breda kunnen niet de Nederlandse troepen in Holland bereiken, en trekken zich terug naar de omgeving van Antwerpen.

11 mei
- De geheime berichten van de Kriegsmarine worden voor de eerste maal ontcijferd door de cryptografen uit Bletchley Park, mede dankzij de inbeslagname van Enigmamateriaal op 26 april 1940 uit het schip Polares.
- De Nederlandse torpedobootjager Hr. Ms.Van Galen zinkt in de Rotterdamse Merwehaven als gevolg van Duitse luchtaanvallen.
- De Nederlandse mijnenleggers Hr. Ms. Bulgia en Hr. Ms. Thor worden in de haven van Vlissingen door Duitse vliegtuigen tot zinken gebracht.
- Het vrijwel onneembaar geachte Belgische fort Eben Emael geeft zich over na Duitse landingen op het fort de voorgaande dag. Dit betekent dat een belangrijke hinderpaal voor de Duitse opmars door België is weggenomen.
- Bij een Duits bombardement op Amsterdam vallen 44 doden en 79 gewonden.
- De Fransen en Britten nemen hun posities in België in, langs de Maas en Dijle.
- Geheel Luxemburg is in Duitse handen.
- Britse en Franse troepen landen op Aruba en Curaçao.

12 mei
- Evacuatie van het prinselijk paar vanuit IJmuiden naar Harwich met de HMS Codrington van de Royal Navy.
- De optrekkende Duitse troepen in de Ardennen bereiken de Maas.
- Franse troepen landen bij Bjerkvik en rukken op tot bij Narvik.

13 mei
- De stad Luik in Wallonië (België) valt.
- De Duitsers steken bij Sedan de rivier de Maas over.
- Evacuatie van de Nederlandse koninklijke familie en de regering
- Vooruitgeschoven Duitse troepen onder Rudolf Schmidt bereiken de stad Rotterdam.
- De Luftwaffe voert een groot bombardement uit op Sedan, wat de verdediging aldaar ernstig verzwakt.

14 mei
- Na het Bombardement op Rotterdam omstreeks 13.30 gaat de oude binnenstad van Rotterdam in vlammen op.
- In de Slag om de Afsluitdijk weten de Nederlanders bij Kornwerderzand de Duitsers tegen te houden.
- Het Nederlandse leger capituleert.
- De Nederlandse kanonneerboot Hr. Ms. Johan Maurits van Nassau wordt ter hoogte van Callantsoog door Duitse vliegtuigen tot zinken gebracht.
- De Nederlandse onderzeeboten Hr. Ms. O 8, Hr. Ms. O 11 en Hr. Ms. O 12 worden door de eigen bemanning vernietigd op de Rijkswerf te Willemsoord.

15 mei
- De capitulatie van het Nederlandse leger wordt getekend. De Nederlandse regering geeft alleen wel de opdracht om in Zeeland zo lang mogelijk door te blijven vechten voor vrijheid van deze provincie.
- De Duitsers starten een tankoffensief ten westen van de rivier Maas bij Sedan, resulterend in het uiteenslaan van het onlangs gevormde 6e Franse Leger en het afsnijden en overgave van het Franse 9e Leger.

16 mei
- De Duitse bezetters voeren de Midden-Europese Tijd en de zomertijd in Nederland in, in plaats van de tot dan toe gebruikelijke Amsterdamse Tijd. De klok wordt één uur en veertig minuten vooruitgezet.
- Bij Sedan breken de Duitsers door de geallieerde verdedigingslinie, en hebben daarmee feitelijk de slag aan het westfront reeds gewonnen.
- Het Franse eerste leger in Wallonië krijgt opdracht zich terug te trekken naar de Franse grens.
- De Chinese generaal Zhang Zizhong sneuvelt.

17 mei
- Zo'n 900.000 boeken uit de bibliotheek van de Leuvense Universiteit gaan door brand verloren.
- Middelburg, de hoofdstad van de provincie Zeeland wordt tijdens het bombardement op Middelburg door Frans scheepsgeschut beschoten. Een groot deel van de historische binnenstad gaat in vlammen op.
- Eerste tankslag in de strijd in het Westen; de 7e Pantserdivisie onder leiding van Rommel versloeg de Franse tanks van de 1e Division Cuirassée de Réserve.
- De Duitsers trekken Brussel en Antwerpen binnen.
- Duitse tanktroepen onder Heinz Guderian, in snelle opmars westwaarts door Noord-Frankrijk, bereiken de Oise bij Guise.

18 mei
- De Belgische stad Antwerpen valt in Duitse handen.
- De Duitsers veroveren Saint-Quentin en Kamerijk.
- De Franse troepen op Walcheren hebben zich teruggetrokken, waarmee Zeeland en daarmee geheel Nederland in Duitse handen is.
- In het Verenigd Koninkrijk worden de Amerikaan Tyler Kent en de Russin Anna Wolkoff opgepakt op verdenking van spionage.

19 mei
- De Oostenrijker Arthur Seyss-Inquart wordt benoemd tot rijkscommissaris van het bezette Nederlandse gebied.
- Maurice Gamelin, generaal en opperbevelhebber van de Franse strijdkrachten wordt vervangen door Maxime Weygand.

20 mei
- De Duitsers veroveren de Franse steden Amiens en Abbeville en bereiken Het Kanaal bij Noyelles.

21 mei
- De geallieerden gaan in de tegenaanval rond Arras, om zo te voorkomen dat de troepen in België en het Noorderdepartement afgesneden raken. Na aanvankelijk succes wordt de aanval door de Duitsers tot staan gebracht.

22 mei
- De Duitsers aan de Kanaalkust trekken noordwaarts richting Boulogne en Calais.

23 mei
- Val van Boulogne-sur-Mer.
- Oswald Mosley wordt gearresteerd.

24 mei
- Op vrijdag 24 mei heeft de Duitse frontlinie in België zich verplaatst naar het Schipdonkkanaal dat door de stad Deinze loopt. De Duitsers bouwen over het kanaal twee pontonbruggen die onder hevig vuur liggen van het Belgisch artilleriegeschut.

25 mei
- De geallieerde tegenaanval zuidwaarts bij Arras wordt afgeblazen. De betrokken troepen worden noordwaarts gestuurd om te voorkomen dat de Duitsers bij Kortrijk een tweede doorbraak veroorzaken.
- De Duitse troepen aan de kust krijgen de opdracht halt te houden bij een front van Béthune naar Grevelingen. Deze tijdelijke stopzetting van de aanval maakt de evacuatie bij Duinkerke mogelijk.

26 mei
- Operatie Dynamo begint. De evacuatie van het Brits Expeditionair Leger gaat in alle chaos van start.
- De Duitsers veroveren Calais.

28 mei
- Koning Leopold III van België en het Belgisch Leger capituleren. De Achttiendaagse Veldtocht is voorbij. De Britten en Fransen moeten hun troepen snel verplaatsen om te voorkomen dat Duinkerke en Nieuwpoort voortijdig in Duitse handen vallen.
- Britse, Franse en Noorse troepen veroveren Narvik.
- De Franse troepen rond Lille raken afgesneden van de geallieerde hoofdmacht aan de kust.

29 mei
- Seyss-Inquart wordt in Den Haag geïnstalleerd tot rijkscommissaris.

31 mei
- Nadat Paul Reynaud bij Winston Churchill heeft geklaagd dat er slechts weinig Fransen geëvacueerd zijn in Operatie Dynamo, wordt besloten dat in het vervolg gelijkelijk Britten en Fransen zullen vertrekken.
- Op deze dag worden 68.000 man vanuit Duinkerke naar Groot-Brittannië geëvacueerd, het is daarmee de meest succesvolle dag van Operatie Dynamo.

## Juni
2 juni
- De Duitsers breken door de verdedigingslinie rond Duinkerke, maar weten de stad zelf (nog) niet te bereiken. Het door de geallieerden bezette stuk strand bedraagt nog slechts ca. 3 km.

3 juni
- Thee en koffie in Nederland alleen nog maar met bonnen verkrijgbaar.
- Joden mogen niet meer werkzaam zijn bij de luchtbescherming.

4 juni
- Duinkerke valt in Duitse handen.
- Eerste bombardementen op Parijs.
- Winston Churchill houdt zijn beroemde 'We shall fight on the beaches' toespraak.

5 juni
- De Duitse opmars naar Midden-Frankrijk start.

6 juni
- De Duitsers breken door de Franse linies tussen Amiens en Het Kanaal.
- De Duitsers creëren bruggenhoofden aan de zuidoever van de Aisne.
- De Japanners veroveren Jingmen.

7 juni
- Koning Haakon VII en de Noorse regering verlaten het land.
- Het Britse vliegdekschip HMS Glorious wordt door de Duitsers tot zinken gebracht.

8 juni
- Het Noorse leger onder Otto Rugge capituleert.

9 juni
- Dieppe, Rouen en Compiègne vallen in Duitse handen. De Duitsers openen een nieuw offensief over de Aisne.

10 juni
- Italië verklaart Groot-Brittannië en Frankrijk de oorlog.
- Geallieerde terugtocht uit Noorwegen. Noorwegen capituleert.

11 juni
- De Italianen bombarderen Port Sudan en Aden.
- De Franse troepen trekken zich terug tot achter de Marne.
- De Duitsers bezetten Reims en bereiken Chalons-sur-Marne.

12 juni
- De Sovjet-Unie eist in een ultimatum aan Litouwen territoriale concessies en een regeringswisseling.

13 juni
- Winston Churchill geeft opdracht alle Britse troepen uit Frankrijk terug te trekken.

14 juni
- De Duitsers trekken Parijs binnen dat tot open stad is uitgeroepen.
- De Franse regering installeert zich in Bordeaux.
- De Franse troepen trekken zich terug richting de Loire.
- Britse troepen steken de grens tussen Egypte en Libië over en nemen Fort Capuzzo in.
- De Sovjetvloot blokkeert de Baltische staten.

15 juni
- In Nederland gaan ook brood en bloem op de bon.
- De Sovjets bezetten Kaunas en Vilnius. Onder druk van de Sovjet-Unie treedt de regering van Litouwen af om plaats te maken voor een pro-Sovjet regering.
- De Duitsers nemen Straatsburg, Verdun en Dijon in.

17 juni
- De Fransen vragen naar de voorwaarden voor een wapenstilstand. Frans maarschalk en bevelhebber van de Franse troepen Philippe Pétain vraagt zijn leger de strijd te staken.
- De Sovjet-Unie bezet en annexeert Estland en Letland
- Duitse troepen bereiken bijna de grens van Zwitserland in Centraal-Frankrijk. Hiermee zijn de Franse troepen in de Maginotlinie afgesneden van de rest van Frankrijk.
- De Duitsers zinken RMS Lancastria, dat deelneemt aan de evacuatie van Britse troepen uit Frankrijk. Meer dan 3000, mogelijk zelfs 5000 man komen om. Het is daarmee de grootste scheepsramp in de Britse geschiedenis.
- Nadat premier Paul Reynaud is afgetreden (hij is voor een Brits voorstel voor een unie van beide landen, zijn regering is tegen), neemt generaal Philippe Pétain die positie over.

18 juni
- Winston Churchill verklaart in het House of Commons dat de Slag om Frankrijk gedaan is en hij verwacht dat de Slag om Engeland gaat beginnen.
- Hitler en Mussolini treffen elkaar in München.
- Charles De Gaulle roept zijn landgenoten vanuit Londen op om de strijd voort te zetten. Het verlies van Frankrijk is volgens hem een verloren veldslag, niet een verloren oorlog. Hij vormt een Franse regering in ballingschap.

19 juni
- Duitsers trekken over de Loire.
- Het Britse leger verlaat de Kanaaleilanden.

20 juni
- De Duitsers proberen de Franse schepen in beslag te nemen.
- De Luftwaffe bombardeert Bordeaux en Poitiers.
- Pétain zendt een delegatie, met generaal Charles Huntziger, ter bespreking van een wapenstilstand naar de Duitsers bij Tours. De Fransen worden naar Parijs gevoerd en dan naar Rethondes, nabij Compiègne.
- De Duitsers nemen Lyon en Vichy in.

21 juni
- Wilhelm Keitel, hoofd van het OKW legt de Duitse voorwaarden van de wapenstilstand voor aan de Franse delegatie. De voorwaarden waren; de regering-Pétain mag soeverein blijven, maar het Vichyregime werd een vazalstaat van Duitsland. Parijs, Noord-Frankrijk en de grenzen met België, Zwitserland en de Atlantische Oceaan worden Duitse bezettingszones en de kosten van de Duitse bezetting worden betaald met het Franse budget tegen een hoge wisselkoers Franc:Mark. Het Franse koloniale rijk (Noord-Afrika, West-Afrika en Indo-China) blijft onder het bewind van het Vichyregime. De twee miljoen Franse krijgsgevangenen blijven in Duitse handen, het Franse leger wordt gereduceerd tot een sterkte van 100.000 man en de marine mag in Franse handen blijven, maar wordt gedemilitariseerd. De delegatie van Charles Huntziger probeert nog te onderhandelen, maar het lukt hun niet om betere voorwaarden te bekomen (vooral de status van Franse oorlogsgevangenen weegt zwaar). Huntigzer overlegt met de regering-Pétain die zich in Bordeaux bevindt en krijgt de goedkeuring om de wapenstilstand te ondertekenen.

22 juni
- De Frans-Duitse wapenstilstand wordt in de avond ondertekend te Rethondes, in dezelfde treinwagon waar in 1918 de Duitse capitulatie werd ondertekend en daarmee de Eerste Wereldoorlog tot een einde bracht. De wapenstilstand zal actief worden om 25 minuten na middernacht op 25 juni 1940.
- Een andere Franse delegatie, onder leiding van Léon Noël, is in Rome en ondertekent een Frans-Italiaanse wapenstilstand. Alhoewel de Italianen geen echt militair succes boekten tegen de Fransen (ze dropten een bataljon parachutisten achter de Franse Alpenlinies om zo terreinwinst voor te leggen), krijgen ze Zuidoost-Frankrijk toegewezen. Evenals de Frans-Duitse wapenstilstand zal de wapenstilstand actief worden om 25 minuten na middernacht op 25 juni 1940.

23 juni
- Adolf Hitler bezoekt Parijs.

25 juni
- De wapenstilstanden tussen Frankrijk, Duitsland en Italië gaan in om 25 minuten na middernacht. Dit maakt een einde aan het Duitse offensief in het Westen dat op 10 mei 1940 was begonnen. De Fransen betreuren ca. 90.000 doden en vermisten. De Duitsers verliezen ongeveer 27.000 man.
- De Nederlandse onderzeeboot O 13 keert niet terug van een patrouille in Noorse wateren.

26 juni
- De Sovjet-Unie dwingt Roemenië de noordelijke Boekovina en Bessarabië af te staan.

27 juni
- De Duitsers zetten radiostations op in Brest en Cherbourg om hun vliegtuigen te ondersteunen bij komende acties tegen Groot-Brittannië.

28 juni
- Maarschalk Italo Balbo wordt door zijn eigen luchtafweergeschut boven Libië neergeschoten.
- De Sovjet-Unie annexeert de Roemeense grondgebieden Bessarabië en Noord-Boekovina, zoals afgesproken in het Molotov-Ribbentroppact.
- Groot-Brittannië erkent Charles de Gaulle als leider van de Vrije Fransen.
- Slag om het Esperokonvooi: Zeeslag tussen Italianen en Britten op de Middellandse Zee. Eén Italiaanse torpedobootjager wordt tot zinken gebracht, maar de geallieerden moeten hun konvooien opschorten wegens gebrek aan munitie.
- Italo Balbo, militair leider van Italiaans Noord-Afrika, wordt tijdens een Britse aanval neergeschoten door zijn eigen troepen bij Tobroek en komt om.

30 juni
- De Duitse bezettingsmacht in Frankrijk krijgt opdracht alle kunst die in bezit van de Franse staat of van Joden is, in beslag te nemen.

## Juli
1 juli
- De Franse Vichyregering installeert zich in Vichy.
- Duitse troepen bezetten de Kanaaleilanden Jersey, Guernsey en Alderney.
- De Italianen voeren hun eerste bombardementen uit op Palestina.

2 juli
- Niet-arische vreemdelingen in Nederland moeten zich melden
- Generaal Winkelman wordt naar Duitsland overgebracht.
- De Sovjet-Unie bezet Bessarabië en Noord-Boekovina in Roemenië
- Het strand van Brighton wordt gesloten voor publiek om er verdedigingswerken te installeren.
- Adolf Hitler geeft de Duitse troepen bevel zich voor te bereiden op een invasie in Groot-Brittannië.
- De Arandora Star wordt door torpedo's zinken gebracht nabij Ierland. Meer dan 700 opvarenden komen om, voor het grootste deel in het Verenigd Koninkrijk levende Duitsers en Italianen die door de Britse regering gedwongen zijn naar Canada te vertrekken.

3 juli
- Operation Catapult: Groot-Brittannië doet een verrassingsaanval op de Franse vloot in de haven van Mers-el-Kébir bij Oran.

4 juli
- De Italianen bezetten Kassala (in Anglo-Egyptisch Soedan).

5 juli
- Vichy-Frankrijk, onder leiding van Pétain, verbreekt alle diplomatieke betrekkingen met Groot-Brittannië.
- In de Verenigde Staten wordt de Export Control Act ingesteld: zonder speciale toestemming is het niet toegestaan chemicaliën of vliegtuigonderdelen te exporteren naar Japan.
- In Roemenië treedt een nieuwe, pro-Duitse regering aan, onder Ion Gigurtu.

6 juli
- In Nederland wordt een verbod ingevoerd op het luisteren naar vijandelijke zenders op de radio.
- Het "Nationaal Jongeren Verbond" wordt verboden.

8 juli
- Britse aanval op Dakar.

10 juli
- De eerste fase van de Slag om Engeland gaat van start. Deze luchtslag, die ook de Slag om Het Kanaal (Duits: Kanalkampf) wordt genoemd, duurt tot 12 augustus 1940. De Slag om Engeland bestaat in totaal uit vijf fasen. In deze fase bombarderen de Duitsers steden langs de Engelse zuidkust, om zo het benodigde luchtoverwicht te krijgen voor de geplande invasie.
- De Duitsers voeren bombardementen uit in Het Kanaal en Zuid-Wales.
- Pétain verkrijgt volmachten van de nationale vergadering.

11 juli
- Pétain wordt chef d'État.

12 juli
- Pierre Laval wordt vicevoorzitter van de Franse ministerraad.
- De Duitsers voeren bombardementen uit op Cardiff, Schotland en Noord-Ierland.
- Na druk van Japan sluit het Verenigd Koninkrijk de Burmaweg, de belangrijkste overblijvende aanvoerroute van China.

14-15 juli
- 'Verkiezingen' worden gehouden voor de volksparlementen in Estland, Letland en Litouwen. Alleen de communisten en daaraan verwante partijen mogen meedoen, en de uitslag wordt op grote schaal gemanipuleerd – de einduitslag is zelfs al bekend 24 uur vóórdat de stembussen sluiten.

16 juli
- Hitler publiceert Führer directieve N° 16, waarin hij de richtlijnen voor de voorbereidingen tot een landingsoperatie tegen Engeland omschrijft. De directieve geeft aan dat de Luftwaffe het leeuwendeel van de verantwoordelijkheid krijgt met als doel om alle Britse tegenstand weg te ruimen vooraleer een landingsoperatie van start kan gaan.

18 juli
- Eerste internering in Nederland. De Duitsers interneren de Nederlanders als reactie op de internering van Duitsers in Nederlands-Indië.

19 juli
- Hitler kondigt in het Kroll-operagebouw aan dat twaalf generaals tot Generalfeldmarschall (Maarschalk) worden benoemd, de op een na hoogste militaire rang binnen de militaire titulatuur van Duitsland. Hiermee komt het totaal aantal Maarschalken in Duitsland op veertien. Voordien hadden Werner von Blomberg (20 april 1936) en Hermann Göring (4 februari 1938) deze militaire rang ontvangen. Volgende personen krijgen de promotie:

– De bevelhebbers van de drie Legergroepen: Fedor von Bock, Wilhelm Ritter von Leeb en Gerd von Rundstedt.
– Chef van het Opperbevel van de Duitse Strijdkrachten (Chef OKW): Wilhelm Keitel.
– De opperbevelhebber van de Duitse landmacht (ObdH): Walther von Brauchitsch.
– De vier meest succesrijke generaals: Günther von Kluge, Erwin von Witzleben, Walther von Reichenau en Wilhelm List.
– Drie Luftwaffegeneraals: Albert Kesselring, Erhard Milch en Hugo Sperrle.
Opmerking: Hermann Göring wordt op deze dag ook gepromoveerd tot rijksmaarschalk, de hoogste militaire rang in nazi-Duitsland – een titel die alleen aan Göring werd toegekend. Hij krijgt ook de onderscheiding Grootkruis van het IJzeren Kruis, een eer die voordien alleen vier Pruisische koningen te beurt viel.
21 juli
- De 'volksparlementen' van Estland, Letland en Litouwen stemmen voor aansluiting bij de Sovjet-Unie.

22 juli
- In Japan treedt een nieuwe regering aan onder Fumimaro Konoe.

24 juli
- Oprichting van de Nederlandse Unie.
- Een Duitse torpedoboot brengt het Franse handelsschip Meknès tot zinken, hoewel het schip ongewapend is, en de oorlog tussen Duitsland en Frankrijk beëindigd.

25 juli
- Een Duitse luchtaanval brengt zware verliezen toe aan een Brits konvooi in het Nauw van Calais.

26 juli
- De Britten bevelen dat schepen niet meer overdag langs Dover mogen varen.

28 juli
- Eerste uitzending van Radio Oranje in Londen.

29 juli
- De Kriegsmarine meldt dat een landing in Groot-Brittannië op zijn vroegst eind september mogelijk zal zijn.

31 juli-4 augustus
- Operatie Hurry: De Britten brengen 12 jachtvliegtuigen naar het door de Italianen belegerde Malta om de verdediging daar te ondersteunen.

## Augustus
1 augustus
- Adolf Hitler publiceert Führer directieve N° 17, waarin hij de Luftwaffe beveelt om met alle middelen en in de kortst mogelijke tijd het Britse luchtruim te beheersen. De Duitse doelstellingen zijn volgens Hitler de Britse vliegtuigen, hun grondinstallaties en hun aanvoerlijnen … maar ook de luchtvaartindustrie en de antivliegtuigfabrieken.
- De Duitse Luftwaffe valt havens in Groot-Brittannië aan. De aanvallen duren tot 20 augustus 1940.
- Italië valt Brits-Somaliland binnen.
- Vjatsjeslav Molotov bevestigt het Molotov-Ribbentroppact
- Hitler beveelt dat de voorbereidingen voor Operatie Seelöwe, de invasie van Engeland, op 15 september gereed moeten zijn, terwijl de invasie zelf tussen 19 en 26 september moet plaatsvinden.
- De Italiaanse marine richt Betasom in, een onderzeebootbasis in Bordeaux

2 augustus
- Kamp Amersfoort wordt in gebruik genomen.
- Charles De Gaulle wordt in Clermont-Ferrand bij verstek ter dood veroordeeld.
- De Sovjet-Unie annexeert Bessarabië en Noord-Boekovina. De Moldavische SSR wordt gevormd.

3 augustus
- De Sovjet-Unie annexeert Litouwen.

4 augustus
- De Italianen rukken Brits Somaliland binnen.

5 augustus
- De Sovjet-Unie annexeert Letland.

6 augustus
- De Sovjet-Unie annexeert Estland.
- Slechts 2 dagen na het begin van hun invasie in Brits Somaliland hebben de Italianen Zeila en Hargeisa al ingenomen.

7 augustus
- De Gaulle tekent een overeenkomst met de Britse regering over de organisatie van de Vrije Fransen.
- De Elzas en Lotharingen worden officieel bij Duitsland gevoegd.
- Operatie Adelaar wordt uitgesteld tot 8 augustus 1940 wegens slechte weersomstandigheden.

8 augustus
- Operatie Adelaar wordt uitgesteld tot 13 augustus 1940 wegens slechte weersomstandigheden.

11 augustus
- Bij Tug Argan komt het tot een treffen tussen de Italiaanse invallers en de Britse verdedigers in Brits Somaliland. De Italianen hebben een grote overmacht, en nemen de Britse posities in, maar de Britten weten dagenlang stand te houden, waardoor de Britse evacuatie vanuit Berbera naar Aden niet door de Italiaanse troepen verstoord wordt.

12 augustus
- De Luftwaffe voert aanvallen uit tegen RAF-vliegvelden, de haven van Portsmouth, de schepen op de rivier Thames. Het is tevens de eerste en enige keer in de Slag om Engeland dat het Chain Homeradarsysteem wordt gebombardeerd. De Luftwaffe verliest 31 vliegtuigen, de RAF 22 stuks.
- Textieldistributie in Nederland.

13 augustus
- Operatie Adelaar, de tweede fase van de slag om Engeland gaat van start. Het is een klassieke luchtslag tussen de Luftwaffe en de RAF die duurt tot 18 augustus 1940. Op deze eerste dag van operatie Adelaar voert de Luftwaffe 1485 aanvalsvluchten uit. 13 augustus zal bekendstaan als Adelaarsdag (Duits:Adlertag). De Duitsers verliezen 45 toestellen, De RAF verliest er 13.

14 augustus
- De twaalf nieuwe maarschalken die Hitler op 19 juli 1940 had gepromoveerd krijgen hun militaire uniformonderscheidingen. Hij spreekt over de noodzaak om de Sovjet-Unie binnen te vallen omdat deze volgens Hitler te veel grondgebied inneemt en een dreiging vormt voor Duitsland.
- President Roosevelt geeft de Britten 50 torpedobootjagers in ruil voor gebruik van Britse bases langs de Atlantische westkust en in het Caraïbisch gebied. Deze beslissing zal pas op 2 september openbaar worden.

15 augustus
- Zwarte donderdag: De Luftwaffe voert een nog grotere aanval uit dan op Adelaarsdag, met 520 bommenwerpers en 1270 jachtvliegtuigen. Ze verliezen 75 toestellentegen de RAF 34.

16 augustus
- Voor de eerste keer wordt een U-boot tot zinken gebracht met behulp van een dieptebom afgeworpen vanaf een vliegtuig.

17 augustus
- Duitsland verklaart een volledige blokkade van de Britse Eilanden. Niet slechts Britse, maar ook neutrale schepen zullen aangevallen en tot zinken gebracht worden.

20 augustus
- De Italianen bezetten Berbera in Brits-Somaliland. De Italianen annexeren Brits Somaliland en voegen het bij Italiaans Somaliland.
- De Italianen bombarderen Gibraltar.

23 augustus
- De Duitse luchtaanvallen vinden voor het eerst gedurende de nacht plaats.

24 augustus
- Het derde deel van de Slag om Engeland gaat van start en duurt tot 6 september 1940. De Luftwaffe concentreert haar acties tegen de RAF-vliegvelden en voert 1000 vluchten uit. Het vliegveld Manston, het meest zuidelijk gelegen RAF jagerstation wordt buiten gebruik gesteld en RAF vliegveld North Weald raakt ernstig beschadigd. De Luftwaffe verliest 38 vliegtuigen, de RAF 22.

25 augustus
- De RAF voert zijn eerste luchtaanval op Berlijn uit.

26 augustus
- Tsjaad laat weten De Gaulle te steunen.

27 augustus
- Hitler stuurt Schmundt, zijn persoonlijke adjudant, en Fritz Todt, bevelhebber van de oorlogsconstructies, uit naar Oost-Pruisen om een locatie te vinden voor zijn persoonlijk hoofdkwartier voor de geplande inval in de Sovjet-Unie. Ze zullen een locatie nabij Rastenburg vinden om de Wolfsschanze te bouwen.

28 augustus
- De Britse oorlogsschepen worden vanuit Dover, waar het vanwege Duitse luchtaanvallen te gevaarlijk is geworden, teruggetrokken naar Portsmouth.

29 augustus
- Na Tsjaad geven ook Frans-Equatoriaal-Afrika, Kameroen, Oceanië, en de Franse gebieden in Indië hun steun aan De Gaulle.
- Vichy-Frankrijk vormt een "Legioen van Strijders".

30 augustus
- Tweede Scheidsrechterlijke Uitspraak van Wenen: Roemenië wordt door Duitsland en Italië gedwongen Noord-Transsylvanië af te staan aan Hongarije.

31 augustus
- De Duitse legerleiding besluit dat vanaf 7 september Londen het belangrijkste doelwit van de Duitse luchtaanvallen zal zijn.

## September
3 september
- De Duitse invasie in Groot-Brittannië wordt uitgesteld tot 21 september.
- Kort na hun landing in het zuiden van Engeland worden 4 Duitse spionnen (3 Nederlanders en een Duitser) gevangen genomen. Zij verklaren gestuurd te zijn om de landing voor te bereiden.

6 september
- Hitler beveelt dat Legergroep B van Fedor von Bock moet verhuizen van het westfront naar het Oosten.
- Koning Carol II van Roemenië doet afstand van de troon ten gunste van zijn zoon Michaël.

7 september
- Zwarte zaterdag: De slag om Londen, het vierde deel van de Slag om Engeland gaat van start. De Luftwaffe concentreert zijn bommenwerpers op Londen tijdens dagvluchten. Het offensief zal tot 30 september 1940 duren.

9 september
- De fascist Ion Antenescu neemt als 'conducator' de macht over in Roemenië.
- Italiaanse troepen beginnen een offensief in de richting van Egypte.
- De Italianen bombarderen Tel Aviv.

10 september
- De datum voor de Duitse invasie in Engeland wordt verplaatst van 21 naar 24 september.
- Het Honderd Regimenten Offensief in China gaat zijn tweede fase in met een grootschalige Chinese aanval op de Japanse stellingen.

11 september
- Grootschalig bombardement op Londen. Een Spitfirefabriek in Southampton wordt ernstig beschadigd. Een bom treft Buckingham Palace.

12 september
- De Duitsers voeren bombardementen uit, niet alleen op Londen, maar ook op Liverpool, Bristol en Swansea.

13 september
- De Italianen heroveren Fort Capuzzo en steken de grens tussen Libië en Egypte over.
- De Italianen trekken vanuit Ethiopië Kenia binnen.

14 september
- Hitler geeft tijdens een oorlogsconferentie met zijn generaals redenen op waarom Operatie Zeeleeuw moet worden uitgesteld, dit keer tot 27 september.
- Ook het vlees gaat op de bon in Nederland.

15 september
- De Duitse Luftwaffe lanceert een massale luchtaanval uit op Londen. De Slag om Engeland bereikt zijn hoogtepunt. De Britten brengen de Luftwaffe echter grote verliezen toe, en pogingen om de Britse luchthavens met bombardementen buiten gebruik te stellen, mislukken volledig.
- Generaal-majoor Bernhard von Loßberg, aangewezen om de invasie in het Oosten voor te bereiden, levert zijn plannen voor Operatie Fritz in bij Generaal Alfred Jodl.

16 september
- Sidi Barrani wordt door de Italiaanse troepen ingenomen, maar daarmee stopt de Italiaanse opmars en nemen ze een meer verdedigende positie in.
- In de Verenigde Staten wordt de dienstplicht ingevoerd voor mannen tussen 21 en 35 jaar uit. Het is de eerste keer dat er dienstplicht in het land is buiten oorlogstijd.

17 september
- Adolf Hitler stelt de invasie van Engeland, Operatie Zeeleeuw, voor onbepaalde tijd uit.
- Bij een Britse luchtaanval op Benghazi worden 4 Italiaanse schepen tot zinken gebracht.

18 september
- Radio Belgique begint haar uitzendingen, vanuit Londen gericht op het bezette België.

19 september
- Nieuw-Caledonië schaart zich achter De Gaulle.
- In een bezoek aan Benito Mussolini en Galeazzo Ciano in Rome waarschuwt Joachim von Ribbentrop Italië tegen een aanval op Griekenland of Joegoslavië.
- De Duitse spion Wulf Schmidt landt in Engeland, maar wordt gevangengenomen, en overgehaald te werken voor de Britten als dubbelspion.
- Het eerste 'eagle squadron' wordt gevormd. Dit zijn eenheden van de Royal Air Force gevormd door vrijwilligers uit de Verenigde Staten.

22 september
- Frans-Japans akkoord waarbij de landing van Japanse troepen in Indo-China wordt geregeld.

23 september
- Begin van Operatie Menace, een aanval van de Britten en Vrije Fransen op Dakar, dat in Vichy-Franse handen is.

24 september
- Openbare première van de zwaar antisemitische film Jud Süß.

25 september
- Operatie Menace wordt onverrichter zake beëindigd. Wel is het de eerste keer dat de geallieerden in de oorlog daadwerkelijk zelf in de aanval zijn.
- Anton Mussert bezoekt Adolf Hitler.
- Berlijn wordt door Britse bommenwerpers onder vuur genomen.
- De Verenigde Staten geven de Chinezen een nieuwe lening om hen te steunen in de strijd tegen de Japanners.
- Vichy-Frankrijk bombardeert Gibraltar.
- Josef Terboven, de Duitse Reichskommissar voor Noorwegen, zet koning Haakon VII af en stelt Vidkun Quisling aan als regeringsleider. Alle politieke partijen met uitzondering van Quislings Nasjonal Samling worden verboden.

26 september
- Ontscheping van Japanse troepen in Tonkin. De Japanners bezetten het noorden van Frans Indochina en dwingen de Fransen alle hulp aan China op te geven.
- De Verenigde Staten stellen een embargo in op de export van ijzer en staal naar Japan.

27 september
- Het driemogendhedenpact wordt getekend. Japan treedt toe tot de Asmogendheden. Als een van de landen wordt aangevallen door een land niet betrokken in de Europese oorlog (lees: de Verenigde Staten), zullen de andere landen dat land ook de oorlog verklaren.

## Oktober
1 oktober
- Het vijfde en laatste deel van de Slag om Engeland begint. Het zijn kleinschalige raids van de Luftwaffe en duren tot 30 oktober 1940
- Duitsland sluit een overeenkomst met Finland. Duitsland zal Finland wapens leveren in ruil voor nikkel.

3 oktober
- Nederlandse ambtenaren moeten een "ariërverklaring" tekenen.
- Neville Chamberlain treedt om gezondheidsredenen uit het Britse kabinet.
- In Warschau worden alle Joden verplicht naar het getto te verhuizen. Niet-Joden dienen het getto te verlaten, en het getto wordt afgesloten.

4 oktober
- Adolf Hitler en Benito Mussolini ontmoeten elkaar op de Brennerpas. Hitler waarschuwt Mussolini geen nieuwe aanvallen te beginnen, en de mannen bespreken oorlogsplannen tegen de Britten in het Middellandse Zeegebied.
- Nabij Huangqiao wordt heftige strijd geleverd tussen Nationalisten en Communisten, hoewel ze formeel een gezamenlijk front vormen tegen de Japanners.

5 oktober
- De Duitsers besluiten dat bombardementen op Londen voortaan alleen nog 's nachts plaats zullen vinden.

6 oktober
- Instelling Nederlandse Arbeidsdienst.

7 oktober
- Duitse troepen trekken Roemenië binnen.
- Zwaarste Britse bombardement op Berlijn tot op dit punt.
- Alle Joden in het bezette deel van Frankrijk dienen zich te laten registreren.

9 oktober
- Winston Churchill neemt het partijleiderschap over de Conservatives over van de om gezondheidsredenen vertrokken Neville Chamberlain.

10 oktober
- De Royal Navy bombardeert Cherbourg

11 oktober
- Zwaar bombardement op Liverpool. Vier schepen in de haven worden tot zinken gebracht.

12 oktober
- Bij Malta behaalt de Britse marine een zege op de Italiaanse vloot.
- De Duitse invasie in Groot-Brittannië wordt officieel uitgesteld tot minimaal de lente van 1941.

15 oktober
- De Italiaanse oorlogsraad besluit Griekenland aan te vallen.

16 oktober
- George Armstrong, een Brit die spioneert voor de Duitsers, wordt opgepakt in Boston.

18 oktober
- De Britten heropenen de Birmaweg om benodigdheden naar China te kunnen transporteren.

19 oktober
- Japan en Nederlands-Indië sluiten een akkoord over de levering van aardolie aan Japan voor de komende 6 maanden.

20 oktober
- Italië voert bombardementen uit op Caïro en olie-installaties in Bahrein.

22 oktober
- In Nederland wordt een aanmeldingsplicht voor "Joodse ondernemingen" ingevoerd.
- Voor het eerst neemt het voor dit doel opgerichte Italiaanse vliegkorps deel aan de Slag om Engeland.
- Adolf Hitler ontmoet Pierre Laval (vice-premier van Vichy-Frankrijk) in Montoire-sur-le-Loir.

23 oktober
- Hitler ontmoet generaal Francisco Franco in Hendaye. Hitler hoopt Spanje in de oorlog tegen het Verenigd Koninkrijk te betrekken, met name door Duitse troepen doorgang te verschaffen voor een aanval op Gibraltar, maar Franco weigert.

24 oktober
- Hitler ontmoet maarschalk Pétain in Montoire-sur-le-Loir.
- In een geheim verdrag beloven de Verenigde Staten 10 Britse divisies te provisioneren voor een Britse campagne op het Europese vasteland in 1942.

28 oktober
- Italië stelt Griekenland een ultimatum. Nog voor het ultimatum afloopt of door Griekenland afgewezen is, vallen de Italianen Griekenland binnen vanuit Albanië.
- Hitler en Mussolini hebben een onderhoud te Florence.
- Fransman Laval wordt benoemd tot minister van Buitenlandse Zaken.
- Begin van de Slag bij de Pindus tussen Italië en Griekenland.

31 oktober
- In heel Nederland wordt de spertijd van 00:00 tot 04:00 ingevoerd.
- Laatste bomaanval op Groot-Brittannië bij dag, hierna voeren de Duitsers enkel nog 's nachts raids op Engeland uit. Dit wordt vaak als het einde van de Slag om Engeland beschouwd.

## November
- De Nederlandse onderzeeboot O 22 zinkt door onbekende oorzaak voor de Noorse kust.

1 november
- Britse troepen landen op Kreta ter ondersteuning van het Griekse verzet tegen Italië.

2 november
- Griekse troepen trekken via de bergen Albanië binnen en bedreigen de Italiaanse opmars in de rug.
- De Italianen bombarderen Thessaloniki.

3 november
- Griekse troepen rukken op in de richting van de Italiaanse legerbasis in Korçë (Corizza) in Albanië.
- De Griekse regimenten van de Evzonen laten de 3e Italiaanse Bergdivisie in een hinderlaag lopen en maken 5000 gevangenen.
- De Grieken heroveren Samarina en Vovousa. De Italiaanse vooruitgeschoven linies in het Pindosgebergte moeten zich terugtrekken.

5 november
- President Roosevelt wordt herkozen voor een derde ambtstermijn. Hij verslaat zijn rivaal Wendell Willkie met een verschil van 10% van de stemmen.
- Griekse troepen veroveren de Albanese stad Korçë (Corizza).
- Het Duitse vestzakslagschip Admiral Scheer valt het Brits konvooi HX-84, dat 38 schepen telt, aan. Het escorterende bewapende vrachtschip HMS Jervis Bay probeert het konvooi te redden, maar wordt geramd door het Duitse slagschip en zinkt. Nog vijf andere schepen gaan verloren. Konvooien in oostelijke richting worden uitgesteld, terwijl men verwoed op de Admiraal Scheer jaagt.

6 november
- De Britten onderscheppen en ontsleutelen een Enigma-bericht, waaruit blijkt dat een deel van het voor de invasie bestemde materieel naar opslag gaat. De Britten weten nu ook dat er geen spoedige invasie zal zijn.

9 november
- Na Lambarene (Gabon) te hebben veroverd, rukken troepen van de Vrije Fransen op naar de havenstad Libreville.
- In Hampshire overlijdt ex-premier Neville Chamberlain (71).

10 november
- De steden Danzig en Dresden worden door de Britse luchtmacht gebombardeerd.
- Generaal Ubaldo Soddu vervangt generaal Sebastiano Visconti Prasca als Italiaanse opperbevelhebber in Albanië.
- De Vrije Fransen nemen Libreville in. Frans Equatoriaal Afrika gaat over van Vichy-Frankrijk naar de Vrije Fransen.

11 november (nacht 11/12 november)
- In de Slag bij Taranto vernietigen Britse torpedovliegtuigen (Fairey Swordfish) van het vliegkampschip HMS Illustrious bij een aanval op schepen in de haven van Taranto drie Italiaanse slagschepen (Littorio, Conte di Cavour en Caio Duilio) en beschadigen twee lichte kruisers. De Illustrious verliest maar twee vliegtuigen. Wanneer de Britse vloot richting Napels en Genua terugvaart, brengen drie Britse kruisers vier Italiaanse schepen in het Kanaal van Otranto tot zinken.

12 november
- De Sovjet minister van buitenlandse zaken Vjatsjeslav Molotov bezoekt Berlijn. Met Adolf Hitler en Joachim von Ribbentrop bespreekt hij de toetreding van de Sovjet-Unie tot het Driemogendhedenpact.
- Adolf Hitler laat directief 18 uitgaan. Hierin bespreekt hij onder meer de verovering van Gibraltar.

13 november
- In Batavia ondertekenen de oliemaatschappijen Shell en Standard Oil een overeenkomst met het Japanse bedrijf Mitsui. Japan zal jaarlijks 1,8 miljoen ton olie ontvangen.
- De Slag in het Pindosgebergte eindigt in een Griekse overwinning.

14 november
- Het tegenoffensief van de Grieken dringt het Italiaanse leger over de Grieks-Albanese grens terug.
- Britse troepen van W-Force onder generaal Henry "Jumbo" Wilson arriveren in Piraeus.
- De Luftwaffe bombardeert in nachtelijke aanvallen Coventry.

15 november
- Het ghetto van Warschau wordt afgesloten van de rest van de stad.

17 november
- Koning Boris III van Bulgarije spreekt in Berchtesgaden met Adolf Hitler over de deelname van Bulgarije in het Driemogendhedenpact.

18 november
- Richard Sorge, een Russische spion die in Tokio de Duitsers bespioneert, meldt dat de Duitsers bezig zijn met voorbereidingen voor een aanval in het oosten.

19 november
- De Britse luchtmacht bombardeert de Škoda-fabrieken in Pilsen.

20 november
- Hongarije sluit zich aan bij het Driemogendhedenpact.

22 november
- De Grieken behalen een overwinnen bij Korçë.

23 november
- Roemenië treedt toe tot het Driemogendhedenpact.

24 november
- De Duitse vazalstaat Slowakije treedt toe tot het Driemogendhedenpact.

25 november
- De Sovjet-Unie is bereid toe te treden tot het Driemogendhedenpact, mits Duitsland zijn troepen terugtrekt uit Finland en erkent dat Bulgarije in de Sovjet-Russische invloedssfeer ligt.
- Japan valt aan in de provincie Hubei

27 november
- Slag bij Kaap Spartivento: Zeeslag tussen de Britten en de Italianen nabij Sardinië. Na minder dan een uur gevechten trekken beide partijen zich met lichte schade terug.
- Na een grootschalige moord op politieke gevangenen breken er onlusten uit in Roemenië.

28 november
- De Britse luchtmacht voert zware luchtbombardementen uit op Keulen.
- De Japanse aanval in Hubei is mislukt en de troepen krijgen opdracht zich terug te trekken naar hun uitgangspositie.
- De extreem antisemitische Duitse film Der ewige Jude heeft zijn première.

29 november
- De trein waarmee Japanse en Chinese functionarissen naar Nanjing reizen voor de ondertekening van het vredesverdrag met de marionettenregering van Wang Tsjing-Wei, wordt opgeblazen door guerrillastrijders.

30 november
- Japan erkent het bewind van generaal Wang Tsjing-Wei in Nanjing.
- De Grieken nemen Pogradec in.

## December
2 december

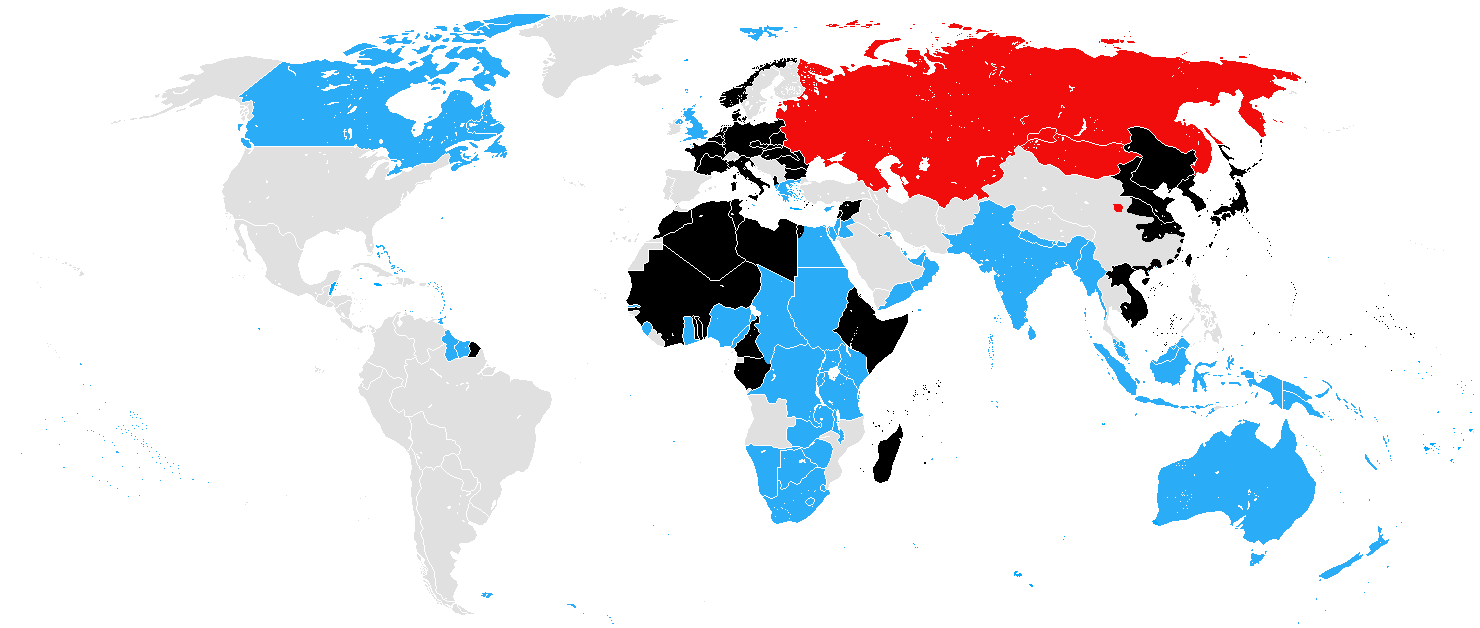
De geallieerden (blauw en rood) en de asmogendheden (zwart) in december 1940, deze kaart toont de Duitse expansie in Europa en Noord-Afrika.

- Het Vaticaan veroordeelt het Duitse Aktion T4, het doden en gedwongen steriliseren van gehandicapten en geesteszieken.

4 december
- De Grieken veroveren Premeti.

6 december
- De Grieken nemen Saranda in.

7 december
- Wilhelm Canaris bezoekt Francisco Franco in de hoop toestemming te krijgen om Duitse troepen door Spanje te laten trekken voor een aanval op Gibraltar, doch Franco weigert, mogelijk mede onder invloed van dubbelspel van Canaris, die zich in het geheim tegen de Nazi's en de oorlog heeft gekeerd.

9 december
- Operatie Compass, een Brits offensief van Generaal Archibald Wavell tegen de Italianen in Libië, gaat van start.
- Jean Decoux, (Vichy) gouverneur-generaal van Frans Indochina, geeft opdracht tot de vorming van een kleine marine-eenheid in Saigon om te kunnen optreden in geval van een Thaise aanval.

10 december
- In verband met de weigering van Spanje om mee te werken, worden de plannen voor een Duitse verovering van Gibraltar afgeblazen.
- Sidi Barrani wordt door de Britten heroverd. Een groot aantal Italianen wordt krijgsgevangen gemaakt.
- Een Duitse luchtmachteenheid wordt gestationeerd in Zuid-Italië en Sicilië om de Italianen bij te staan in hun strijd in Albanië/Griekenland en Libië/Egypte.
- Adolf Hitler laat de plannen uitgaan voor Operatie Attila, de Duitse bezetting van Vichy-Frankrijk.

11 december
- De Britten nemen Buq Buq in. De Italianen trekken zich terug naar de Halfaya Pass.

12 december
- De Italianen krijgen nederlagen te verduren in Albanië en trekken terug.

13 december
- Pierre Laval, minister van buitenlandse zaken en vice-president van Vichy-Frankrijk, wordt ontslagen. Zijn opvolger is Pierre-Étienne Flandin.
- De Britse opmars zet voort in Libië zelf.
- Adolf Hitler geeft opdracht voor Operatie Marita. Duitsland zal zijn troepen versterken in zuid-Roemenië om via Bulgarije Griekenland aan te vallen.

15 december
- Rantsoenering van gas en elektriciteit in Nederland.
- De Britten nemen Halfaya Pass aan de Egyptisch-Libische grens in.

16 december
- De Britten nemen Sidi Omar in. De Italianen verlaten Salloum en trekken zich terug naar Bardia.
- El Wak (Brits Somaliland) wordt aangevallen din de eerste grote Zuid-Afrikaanse actie in de oorlog. Een grote hoeveelheid materieel wordt buit gemaakt.

17 december
- President Franklin D. Roosevelt maakt het lend-lease plan openbaar waarmee hij de Britten wil steunen in hun oorlog tegen Duitsland.

18 december
- Hitler geeft geheime instructies voor Operatie Barbarossa, de invasie van de Sovjet-Unie. Het Duitse leger moet op 15 mei gereed zijn voor de aanval.

19 december
- De Italianen verzoeken om Duitse militaire hulp om de Britse opmars in Noord-Afrika te stoppen.

23 december
- De Grieken nemen Himara in.
- Winston Churchill vraagt Franklin Roosevelt om voedselzendingen naar Spanje om het land zo uit de oorlog te houden.

28 december
- De Griekse opmars in Albanië houdt halt.
- Benito Mussolini vraagt Adolf Hitler om militaire hulp in Albanië, doch Hitler weigert omdat hij Griekenland via Bulgarije wil aanvallen.

29 december
- Londen wordt zwaar gebombardeerd. St Paul's Cathedral wordt getroffen en raakt beschadigd.